# Давид Венгерский
Давид (венг. Árpád-házi Dávid; 1053/1055 — 1094) — венгерский герцог из династии Арпадов, сын короля Андраша I и Анастасии, дочери Ярослава Мудрого, брат короля Шоломона.
Старший брат Давида Шоломон (Соломон) родился в 1052 году, а в одном из документов 1055 года уже упоминаются «сыновья» короля Андраша. Соответственно Давид родился в период с 1053 по 1055 годы.
В 1060 году умер его отец, престол захватил его брат Бела, и Давид вместе с матерью и братом бежал в Германию. В 1063 году, после смерти Белы, они смогли вернуться обратно в Венгрию, и Шоломон занял королевский трон, хотя положение его оставалось шатким, поскольку сыновья Белы хотели вернуть себе королевство.
Однако об участии Давида в этих войнах и в политической жизни страны ничего не известно. Есть версия, что, по крайней мере в 1094 году, он был членом духовного ордена. Известно, что в том году он пожертвовал крупную сумму денег аббатству Тихань, которое основали его отец и мать. Вероятно, в том же или следующем году он скончался: 29 июля 1095 года умер его двоюродный брат король Ласло I Святой, и сообщается, что из родственников короля пережили только брат Ламперт и племянники Кальман и Альмош. Давид был похоронен в Тихани, рядом с отцом. Так же, как и брат, он не оставил детей.